# Fiú egyéni műugrás a 2018. évi nyári ifjúsági olimpiai játékokon
A fiú 3 méteres műugrást a 2018. évi nyári ifjúsági olimpiai játékokon október 14-én rendezték meg. Délelőtt a selejtezőt, délután pedig a döntőt.
A versenyszám fináléját követően a kolumbiai Daniel Restrepo García állhatott fel a dobogó legfelső fokára, aki – utolsó, 93,10-es ugrásának köszönhetően – 576,05 pontjával megelőzte a – 16,55 ponttal lemaradó, s ezzel a második helyen végző – brit Anthony Hardingot, míg a bronzérmet az oroszok versenyzője, Ruszlan Ternovoj szerezte meg.

## Eredmény
| #  | Ország                 | Név                          | Selejtező | Selejtező | Döntő   | Döntő  |
| #  | Ország                 | Név                          | Rangsor   | Pontok    | Rangsor | Pontok |
| -- | ---------------------- | ---------------------------- | --------- | --------- | ------- | ------ |
|    | Kolumbia (COL)         | Daniel Restrepo García       | 6         | 511,95    | 1       | 576,05 |
|    | Nagy-Britannia (GBR)   | Anthony Harding              | 2         | 534,95    | 2       | 559,50 |
|    | Oroszország (RUS)      | Ruszlan Ternovoj             | 9         | 486,65    | 3       | 551,20 |
| 4  | Ausztrália (AUS)       | Matthew Carter               | 3         | 525,45    | 4       | 543,25 |
| 5  | Mexikó (MEX)           | Randal Willars Valdez        | 8         | 497,70    | 5       | 528,10 |
| 6  | Németország (GER)      | Lou Massenberg               | 5         | 512,20    | 6       | 515,40 |
| 7  | Olaszország (ITA)      | Antonio Volpe                | 7         | 509,05    | 7       | 515,15 |
| 8  | Kanada (CAN)           | Bryden Hattie                | 4         | 517,95    | 8       | 504,50 |
| 9  | Egyesült Államok (USA) | Jack Matthews                | 12        | 475,15    | 9       | 501,15 |
| 10 | Kína (CHN)             | Lien Csün-csie (Lian Junjie) | 1         | 573,10    | 10      | 496,30 |
| 11 | Franciaország (FRA)    | Jules Bouyer                 | 10        | 483,40    | 11      | 487,80 |
| 12 | Hollandia (NED)        | Dylan Vork                   | 11        | 477,35    | 12      | 457,75 |
|    |                        |                              |           |           |         |        |
| 13 | Spanyolország (ESP)    | Adrián Abadía García         | 13        | 463,10    |         |        |
| 14 | Románia (ROU)          | Aurelian Dragomir            | 14        | 386,00    |         |        |